# 北海道立旭川高等看護学院
北海道立旭川高等看護学院 （ほっかいどうりつあさひかわこうとうかんごがくいん）とは、北海道旭川市にある専修学校。1973年開校。学校の略称は道看(どうかん)。
2023年4月9日をもって開学50周年となる。

## 概要
- 近年はいずれの学科も国家試験で100%に近い合格率を上げている。2020年度の第107回保健師国家試験、第104回助産師国家試験および第110回看護師国家試験では、いずれも100%現役合格であった[1][2][3]。
- 旭川市内外をはじめとする道内主要病院への就職が多いが、地域看護学科では近年の保健師の需要の低下を受けて看護師として就職する者が多い。
- 2011年度の看護学科志願倍率は3.9倍で旭川市内の看護学専修学校で最も高い[4]。

## 沿革
- 1973年（昭和48年） - 旭川大学女子短期大学部校舎の一部を借受けて開校。
- 1979年（昭和54年） - 学院新校舎落成。移転。
- 1983年（昭和58年） -  助産婦科設置。
- 1987年（昭和62年） -  保健婦科設置。
- 2002年（平成14年） - 北海道立看護学院条例の一部改正により、保健婦科を地域看護学科、助産婦科を助産学科、看護婦科を看護学科と称する。

## 設置学科
- 地域看護学科 （1年制・昼間・定員30名）
- 助産学科 （1年制・昼間・定員20名）
- 看護学科 （3年制・昼間・定員40名）

各定員のうち20%（助産学科は30%）以内は推薦入学試験により行っている。

## 所在地
- 北海道旭川市緑が丘東3条2丁目2番2号

## アクセス
- JR富良野線西御料駅下車徒歩20分
- 旭川電気軌道71・80・81番線「旭川医大前」下車徒歩3分

## 取得できる資格・免許状

### 地域看護学科
- 保健師国家試験受験資格
- 養護教諭二種普通免許の申請資格（保健師資格に加え、教育職員免許法施行規則第66条の6に定める科目「日本国憲法」「体育」「外国語コミュニケーション」「情報機器の操作」について、各科目2単位以上の修得が必要）
- 衛生管理者免許の申請資格（保健師資格取得後）

### 助産学科
- 助産師国家試験受験資格
- 受胎調節実地指導員認定の申請資格

### 看護学科
- 専門士称号
- 看護師国家試験受験資格
- 保健師・助産師学校（保健師助産師看護師養成所）および養護教諭養成学校受験資格
- 国家公務員II種採用試験等の受験資格
- 大学編入学受験資格

## 関係者

### OG・OB
- 信本敬子